# Mark Rowe
Pour les articles homonymes, voir Rowe.
Mark Rowe (né le 28 juillet 1960) est un athlète américain spécialiste du 400 mètres.

## Carrière sportive
Il se distingue lors de la saison 1985 en remportant la médaille de bronze du 400 m lors des Jeux mondiaux en salle de Paris-Bercy, en 46 s 31, derrière l'Est-allemand Thomas Schönlebe et le Britannique Todd Bennett. Il se classe par ailleurs troisième de la Finale du Grand Prix IAAF 1985.
L'Américain remporte le titre du relais 4 × 400 m lors des Jeux panaméricains de 1987.
Son record personnel sur 400 m, établi en 1989 à Houston, est de 44 s 71.

### Palmarès
| Date | Compétition            | Lieu         | Résultat | Épreuve   |
| ---- | ---------------------- | ------------ | -------- | --------- |
| 1985 | Jeux mondiaux en salle | Paris        | 3e       | 400 m     |
| 1985 | Finale du Grand Prix   | Rome         | 3e       | 400 m     |
| 1987 | Jeux panaméricains     | Indianapolis | 1er      | 4 × 400 m |

### Records
| Épreuve | Performance | Lieu    | Date         |
| ------- | ----------- | ------- | ------------ |
| 400 m   | 44 s 71     | Houston | 17 juin 1989 |